# 篠崎新純
篠崎 新純（しのざき ますみ、1984年12月15日 - ）は、千葉県出身の女子自転車競技選手で、現在は日本競輪選手会千葉支部所属の女子競輪選手。

## 経歴
千葉経済大学附属高等学校時代
- 2002年、全国高等学校選抜自転車競技大会・500mタイムトライアル優勝[1]。

明治大学時代
- 2003年
  - 全日本自転車競技選手権大会・スプリント 3位。
- 2004年
  - 全日本自転車競技選手権大会・スプリント 2位。
- 2006年
  - 全日本自転車競技選手権大会・スプリント 優勝。
  - アジア大会・スプリント 6位

2007年、セオレーシング（セオサイクル）に入社。
- 2009年
  - 全日本アマチュア自転車競技選手権大会、500mタイムトライアル & スプリント 優勝
  - 全日本自転車競技選手権大会・スプリント 2位。
- 2010年
  - ガールズケイリン第1戦（立川競輪場） 優勝
  - 全日本自転車競技選手権大会・500mタイムトライアル 3位。

2011年、日本競輪学校（当時）女子第1期生試験に合格。同校在校競走成績は7勝を挙げ第13位。
- 2012年
  - 5月1日、日本競輪選手会千葉支部所属の競輪選手として登録された。
  - 7月13日、松戸競輪場でデビューし4着。
  - 9月23日、平塚競輪場で初勝利を挙げた。
- 2013年
  - 2月14日、松戸競輪場で初優勝。